# Jacques Frémanger
Jacques Frémanger est un homme politique français né le 8 mai 1761 à Ivry-la-Bataille et mort le 24 avril 1806 à Versailles.

## Biographie
Huissier à Senonches, il devient procureur syndic du district de Dreux, puis député d'Eure-et-Loir à la Convention nationale, où il vote la mort de Louis XVI. Il est envoyé plusieurs fois en mission en Normandie. Il est ensuite messager d’État du Conseil des Anciens, puis du Corps législatif.

## Sources
- « Jacques Frémanger », dans Adolphe Robert et Gaston Cougny, Dictionnaire des parlementaires français, Edgar Bourloton, 1889-1891 [détail de l’édition]